# Joan d'Ístria
Joan fou duc franc d'Ístria en els primers anys del segle ix (vers 804-812), poc després de la seva conquesta per Carlemany.
El 804, els habitants de les nou ciutats d'Ístria (entre les quals Trieste) es van queixar a Carlemany que Joan estava fent cas omís dels seus antics privilegis dels quals havien gaudit sota els romans d'Orient. Joan havia tret els privilegis de la pesca marítima i la pastura als boscos públics; havia abolit l'antiga jerarquia i els antics oficis de tribú, domèstic, vicari i hypatus i els havia cobert amb francs. Va confiscar terres i els va carregar amb impostos (344 solidi mancusi anualment a les ciutats) que es quedava per a si mateix. Va obligar a molts a servir en l'exèrcit personalment, amb els seus esclaus, i va exigir treballs forçats no retribuïts. Joan va explicar que havia estat ignorant dels costums d'Ístria i es va comprometre a fer les paus i va deixar d'imposar el treball forçós. No se sap si ho va complir, però hauria conservat el càrrec fins al 812.
El fill de Carlemany, Pipí d'Itàlia, va fer alguns intents de conquerir Venècia a la costa de la mar Adriàtica però finalment Carlemany va desistir i va signar amb l'Imperi Romà d'Orient el tractat d'Aquisgrà en el que es reconeixia la sobirania romana d'Orient sobre la ciutat i sobre Ístria (probablement només sobre la costa occidental). Després d'aquesta data les fonts resten mudes sobre Ístria però no és clar que els romans d'Orient aconseguissin recuperar efectivament els territoris retornats, si és que mai els foren entregats. La part d'Ístria conservada pels carolingis hauria passat probablement al ducat de Friül.